# تپه نور تپه
تپه نور تپه مربوط به دوره اشکانیان است و در شهرستان ابهر، بخش سلطانیه، دهستان سلطانیه، روستای قیاسیه واقع شده و این اثر در تاریخ ۲۶ دی ۱۳۸۶ با شمارهٔ ثبت ۲۰۵۴۸ به‌عنوان یکی از آثار ملی ایران به ثبت رسیده است.